# Stonehouse
Stonehouse és una sèrie de televisió britànica que dramatitza la vida i els temps del deshonrat ministre del govern britànic John Stonehouse, emesa per primera vegada del 2 al 4 de gener de 2023. La sèrie va ser protagonitzada per Matthew Macfadyen i Keeley Hawes i va ser dirigida per Jon S. Baird a partir d'un guió de John Preston. Ha estat doblada i subtitulada al català.

## Repartiment
- Matthew Macfadyen com a John Stonehouse
- Keeley Hawes com a Barbara Smith/Stonehouse
- Emer Heatley com a Sheila Buckley
- Kevin McNally com a Harold Wilson
- Dorothy Atkinson com a Betty Boothroyd
- Orla Hill com a Jane Stonehouse
- Aoife Checkland com a Julia Stonehouse
- Archie Barnes com a Matthew Stonehouse
- Will Adamsdale com a Harry Evans
- Igor Grabuzov com a Alexander Marek
- Devon Black com a Margaret Thatcher
- Ieva Andrejevaite com a Irena Bala
- Timothy Walker com a Charles Elwell

## Producció
El rodatge va tenir lloc als voltants de Birmingham i Stratford-upon-Avon. La sèrie va suposar la primera vegada que el marit i la dona de la vida real Macfadyen i Hawes treballen junts des de la sèrie de la BBC Ashes to Ashes. Kevin McNally ha aparegut anteriorment com a Harold Wilson a la biografia dels bessons Kray del 2015 Legend, protagonitzada per Tom Hardy.

## Emissió
Stonehouse es va emetre al Regne Unit per ITV1 i ITVX en tres episodis d'una hora els dies 2, 3 i 4 de gener de 2023 a partir de les 21:00.

## Recepció
Rebecca Nicholson de The Guardian va atorgar al drama quatre estrelles de cinc, i el va qualificar d'"enormement entretingut". Carol Midgley, de The Times, ho va descriure com "una alegria, sobretot gràcies a l'enginyosa i lleugera actuació de Macfadyen", mentre que Hugo Rifkind, va escriurer al mateix diari "molt divertit", però es va sentir decebut. en la manca de matisos en la seva representació del personatge del títol.